# William Miller (tyčkař)
William Waring Miller (1. listopadu 1912, Dodge City – 12. listopadu 2008 Paradise Valley) byl americký atlet, který zvítězil na letních olympijských hrách 1932 ve skoku o tyči.

## Sportovní kariéra
Během americké kvalifikace před olympiádou v roce 1932 vytvořil William Graber světový rekord ve skoku o tyči výkonem 437 cm, Miller byl druhý výkonem 430 cm. Na samotné olympiádě však zvítězil Miller výkonem 431,5 cm (byl to jeho osobní rekord) a Graber skončil čtvrtý.